# Глоссарий шашечных терминов
Словарь терминов, использующихся в игре в шашки.
| # А Б В Г Д Е Ё Ж З И К Л М Н О П Р С Т У Ф Х Ц Ч Ш Щ Э Ю Я |

## А
Атака — наступательные действия (серия ходов) в партии, наиболее решительный способ достижения цели.
Атака Гоогланда (международные шашки) — вторжение белых (чёрных) с 27 на 22 (с 24 на 29) в дебюте, позволяющее хорошо развить шашки своего левого фланга и укрепиться в центре.

## Б
Большак, большая или главная диагональ (дорога) — самая длинная диагональ на шашечной доске.
Большинство, правило большинства (международные шашки, бразильские шашки, итальянские шашки, французские шашки) — большее число шашек, которое обязан побить игрок, когда при его ходе у него есть несколько разных взятий. В итальянских шашках помимо количественного большинства, есть качественное: при одинаковом количестве уничтожаемых при ударном ходе единиц выбирается такой бой, в котором уничтожается большее число дамок.
Бомба (международные шашки) — одна из ряда часто встречающихся в игре комбинаций.
Бортовые поля — поля крайних вертикалей шашечной доски.
Бортовые шашки — шашки, занимающие бортовые поля шашечной доски.

## В
Вилка — одна из характерных позиций в борьбе дамки против двух простых.
Вид, типовой вид игры (международные шашки) — группа позиций с характерной для всей группы деталью в их рисунках (кол, рогатка, клещи и др.).
Вилочка (русские шашки) — дебют, характеризующийся ходами 1.cd4 de5 2.gf4.

## Г
Гамбит — дебют с жертвой шашки. Например, Гамбит Кукуева (русские шашки), 1.cd4 fg5 2.dc5 b: d4 3.e: c5 d: b4 4.a: c5 gf4.

## Д
Дамка (устар. до́ведь) — сильнейшая фишка в игре. В русских шашках — шашка, достигшая тихим или ударным ходом дамочного ряда в лагере противника, в международных шашках — если при этом она сделает там остановку. Дамка обладает большей подвижностью и правом тихого хода назад.
- Одинокая дамка. Оставшаяся в окончании шашечной партии дамка при отсутствии простых этого же цвета.

Дамочные поля — поля, находящиеся в первом и последнем горизонтальных рядах шашечной доски.
Двойник — две параллельные диагонали a7-g1 и b8-h2, пересекающие большую дорогу.
Дебют — начальная стадия партии, во время которой противники развивают шашки из исходного положения так, чтобы придать желаемый характер дальнейшему течению игры.
- Голландский дебют (международные шашки). Начало партии с первым ходом 1.33-28.
- Польский дебют (международные шашки). Начало партии, открываемое ходом 1.31-27.
- Дебют Рафаэля (международные шашки). Начало партии с первым ходом 1.32-28.
- Дебют Роозенбурга (международные шашки). Начало партии с первым ходом 1.33-29.
- Дебют Фабра (международные шашки). Начало партии с первым ходом 1.34-29.
- Французский дебют (международные шашки). Начало партии с первым ходом 1.34-30.
- Дебют Шпрингера (международные шашки). Начало партии с первым ходом 1.31-26.

Деталь (международные шашки) — расположение двух (белой и чёрной) шашек, характеризующее ту или иную группу однотипных (ввиду наличия одинаковой детали) стандартных окончаний.
- Деталь Боннара (международные шашки) — чёрная простая 26, задержанная белой простой 36 (или белая простая 25, задержанная чёрной простой 15).
- Деталь Гилярова (международные шашки) — белая простая 15, задержанная чёрной простой 4, когда сильнейшая сторона белые (или чёрная простая 36, задержанная белой простой 47, когда сильнейшая сторона чёрные).
- Деталь Леклерка (международные шашки) — чёрная простая 36, задержанная белой дамкой 47 (или белая простая 15, задержанная чёрной дамкой 4).
- Деталь Манури (международные шашки) — чёрная простая 45, задержанная белой дамкой 50 (или белая простая 6, задержанная чёрной дамкой 1).
- Деталь Саргина (международные шашки) — чёрная простая 45, задержанная белой простой 50 (или белая простая 6, задержанная чёрной простой 1).
- Деталь Скуппа (международные шашки) — чёрная простая 36, задержанная белой простой 47,когда сильнейшая сторона белые (или белая простая 15, задержанная чёрной простой 4, когда сильнейшая сторона чёрные).

## Ж
Жертва — добровольное предоставление противнику материального преимущества с целью получения каких-либо выгод, а также отдача противнику шашки (шашек) при проведении комбинации.
- Жертва Дюссо (международные шашки) — часто встречающаяся в игре при точечном центре жертва шашки, ведущая к победе. Напр., Б.: 27, 28, 32, 33, 34, 37, 38, 39; Ч.: 12, 13, 14, 16, 18, 19, 21, 23. Следует — 1.27*22! 18:27 2.33*29 13*18 3.29*24х.
- Интуитивная жертва — не поддающаяся точному расчёту.
- Корректная жертва — которую нельзя опровергнуть.
- Отвлекающая жертва — с целью перевода на другое поле неприятельской шашки, мешавшей сделать выгодный ход.
- Жертва Рику (международные шашки) — в нередко возникающем в игре положении (Б.: 25, 27, 28, 30, 32/35, 37, 38: Ч.: 9, 13, 14, 16/19, 21, 23, 24) внезапная жертва шашки 27-22! с последующим разменом 34-29.

## З
Зажим — особый вид связывания части сил противника, при котором эта часть становится неподвижной.
- Зажим длинного фланга (международные шашки). Позиция, в которой на длинном фланге одной из сторон осуществлен зажим.
- Зажим короткого фланга (международные шашки). Позиция, в которой на коротком фланге одной из сторон осуществлен зажим.

Запирание — приём, цель которого лишить шашку (шашки) противника возможности сделать ход.
Запутывание (международные шашки) — особый приём ловли одинокой появляющейся на доске дамки тремя шашками.
Застава — приём в шашечном эндшпиле: дамка отсекает по диагонали группу неприятельских простых.

## И
Игра
1.Разновидность ведения игры, не меняющая основных правил.
- игра в поддавки. Разновидность игры в шашки, где целью является либо отдача противнику всех своих шашек, либо отдача части их и запирание оставшихся на доске.
- игра вслепую. Способ игры, при котором один из противников играет против другого (или одновременно против нескольких), не глядя на доску, а объявляя свои ходы вслух.
- молниеносная игра (блиц).

Игра с ограниченным временем на обдумывание ходов.
- игра по переписке. Тоже, что заочные шашки

2. Особенность ведения партии, а также серии ходов.
- закрытая игра (международные шашки). Игра, происходящая при наличии взаимной связки шашек в центре (Б.: пр. 28, 32; Ч.: пр. 19, 23).
- классическая игра (международные шашки). см. закрытая игра.
- комбинационная игра.

игра, которую оба противника или один из них ведут, ставя перед собой цель прежде всего осуществить комбинацию, подчас допуская при этом отдельные позиционные уступки.
- кооперативная игра (русские шашки). Игра, в которой стороны не борются, а действуют заодно, стараясь достигнуть заданного положения.
- «обезьянья» игра. Условное название серии ходов, когда один из соперников копирует (зеркально) ходы другого.
- открытая игра (международные шашки). Игра, происходящая при отсутствии связок.
- равная игра.

установленное при оценке позиции отсутствие в ней преимущества какой*либо стороны.
- темповая игра.

ведение партии, основанное на соображениях, связанных с расходованием темпов.
- форсированная игра.

игра, где каждый тихий ход соперников является единственным и вынужденным (для атакующей стороны — создание угроз, у защищающейся стороны — защиты).
Идея
- Идея комбинации.

удар, завершающий комбинацию.
- Идея Манури (международные шашки).

приём для выигрыша в окончаниях «Дамка с простыми против простых»
- Идея Эмбдена (международные шашки). приём для выигрыша в окончаниях «Дамка с простыми против простых»

Избавление от собственных шашек
Комбинационный приём с устранением своих же простых, мешавших провести удар.
- Индекс шашки

Цифра, показывающая, в каком ряду шашка находится. Для белых шашек первого ряда это * 1, второго * 2 и т. д. Счёт рядов для чёрных начинается с их дамочной линии. Так, индекс белой простой с поля 25 это 6, а индекс чёрной простой с поля 18 это 4.

## К
Ключ, ключевая позиция — построение шашек сильнейшей стороны в стандартных (международные шашки) и нормальных (русские шашки) окончаниях, обеспечивающее быструю поимку неприятельской дамки. Например, такая позиция: Б.: Д. 24, 34, 45, пр. 35. Белые построили “ключ”, и у чёрной дамки нет ни одного безопасного поля. Где бы она ни находилась и какой бы ход ни сделала, обязательно будет поймана. Ещё один пример “ключа”: Б.: Д. 6, 17, 34, пр. 45. В русских шашках “ключами” можно считать построения “три дамки против одной”, известные под названиями Треугольник Петрова и Штык Гоняева.
Кол:
- В русских шашках: белая (чёрная) простая c5 (f4), задерживающая неприятельские шашки a5 и a7 или a5 и e7 (h2 и h4 или d2 и h4);
- В международных шашках: белая (чёрная) простая 24 (27), задерживающая неприятельские шашки 15 и 25 (26 и 36).
- Дебют в русских шашках, характеризующийся ходами 1. cd4 ba5 2.dc5 d: b4 3.a: c5.
- Вариант во французском дебюте, характеризующийся ходами 1.34-30 20-25 2.30-24 19:30 3.35:24.
- Обратный кол (русские шашки). Дебют, характеризующийся ходами 1.cb4 fe5 2.gh4 ef4 3.e: g5 h: f4.
- Отказанный кол (русские шашки). Дебют, характеризующийся ходами 1.cd4 ba5 2.bc3 ab6 3.ab2 или 1.cd4 ba5 2.ef4.

Колонка боевая (ударная) — три (или две, если одна из них бортовая) шашки, стоящие на диагонали одна за другой. Боевая колонка позволяет произвести нужный размен.
Косяк (русские шашки):
- Контур из диагоналей a5*d8, d8*h4, h4*e1, e1*a5.
- Дебют, характеризующийся ходами 1.cb4 fg5 2.gf4 bc5 3.bc3 gf6.
- Обратный косяк (русские шашки). Дебют, характеризующийся ходами 1.cb4 fg5 2.gf4 gf6 3.bc3 fe5.

Крюк (международные шашки) — удар, механизм которого действует по следующей схеме. Б.: 24, 29, 33, 34, 38, 42; Ч.: 9, 12, 13, 14, 22, 25. 1. 33-28! 22:33 2.34-30!x.

## Л
Летающие шашки — разновидность игры на 64-клеточной доске, когда в начальной позиции с помощью жребия могут быть передвинуты на другое поле шашки обоих соперников (реже — только одного). Жеребьёвка проводится по специальной таблице, разработанной Международной федерацией шашек.В жаргоне шашистов такая игра называется "леталкой".

Любки — положение, когда шашка находится на одной диагонали между двумя шашками противника и может побить любую из них.

## М
Миттельшпиль — срединная стадия шашечной партии, в которой ещё присутствует большое количество борющихся сил и во время которой происходит главное сражение. В русских шашках миттельшпиль наступает после 7—10 ходов, в международных шашках различают: первый миттельшпиль (по 16—12 шашек) и второй (по 8—11 шашек).

## О
Окончание — 1. то же, что эндшпиль. 2. Часть терминов, описывающих эндшпильную позицию.
- дамочные окончание.

Окончание шашечных партий, в которых на доске присутствует хотя бы одна дамка.
- нормальное окончание (русские шашки).

Изученные в теории и часто возникающие в игре дамочные окончание, закономерный результат в которых, как правило, не зависит от очереди хода и известен заранее.
- стандартное окончание (международные шашки).

Часто встречающиеся в игре и изученные в теории дамочные окончание с четырьмя боевыми единицами у сильнейшей стороны.
- учебные окончание.

Позиция, составленное с целью продемонстрировать какую-либо интересную эндшпильную идею или приём.
Олимпик (международные шашки) — пара простых на полях 40, 45 (у чёрных * 6, 11), помогающая создавать комбинационные удары (королевский удар, удар Филиппа, рикошет) и держать под угрозой ударной атаки неприятельский центр.
Отбрасывание — приём, связанный с жертвой шашки для задержки продвижения неприятельской простой. Б.: a5, h4; Ч.:d6. 1.hg5! и если 1…dc5, то 2.ab6x, а если 1…de5, то 2.gf6x.
Отыгрыш (русские шашки). Дебют, характеризующийся ходами 1.cd4 dc5 2.bc3 cd6 3.cb4 ba5 4.d: b6 a: c7.
Оппозиция — противостояние белых и чёрных простых шашек на одной вертикали.
Отсталая (слабая) шашка — шашки a1 и h2 у белых, и a7 и h8 у чёрных (в начальной позиции).

## П
Партия
1. совокупность ходов, сделанных во время игры от её начала и до конца.
2. процесс борьбы двух противников, в распоряжении которых доска и комплект шашек.
- консультационная партия. Партия, которая с одной или обеих сторон ведется группой шашистов-консультантов.

- легкая партия. Партия, которая играется вне какого-либо соревнования, то есть не носит официального характера.

- отложенная партия. Не доигранная до конца партия, которая была прервана с тем, чтобы впоследствии продолжить её и закончить.

3. В названиях дебютов
- городская партия. (русские шашки). Дебют, характеризующийся ходами 1.cd4 dc5 2.bc3 fg5 3.cb4.
- обратная городская партия. (русские шашки). Дебют, характеризующийся ходами 1.cb4 fe5 2.ef4 gf6 (или ef6) 3.ba5 fg5 4.bc3 g: e3 5.d: f4.
- отказанная обратная городская партия. (русские шашки). Дебют, характеризующийся ходами 1.cb4 fe5 2.ef4 ba5.
- старая партия. (русские шашки). Дебют, характеризующийся ходами 1.cd4 dc5 2.bc3 ed6.
- центральная партия. (русские шашки). Дебют, характеризующийся ходами 1.cd4 fg5 2.gf4 gf6 3.bc3 hg7 4.cb2!

Переразвитие — положение шашек одного лагеря, когда их оценочное число значительно больше оценочного числа шашек противника, что при некоторых схемах игры бывает невыгодно (например, в классической игре в международные шашки).
Петля — расстановка шашек для ловли дамки противника.
- бортовая двойная петля (международные шашки). Следующая расстановка шашек для изгнания неприятельской дамки с большой дороги * Б.:Д.34, 50, пр.24, 35; Ч.:Д.14, пр.45. Ход чёрных, остаться на большаке их дамка не может.
- двойная петля. Построение шашек, при котором возникают сразу две петли Напр., Б.:Д.25, 39, пр.45, 50; Ч.:Д.8. Следует 1.25*34 (создавая двойную петлю)x.
- петля Лебре (международные шашки). Следующая ключевая расстановка Б.: Д.34, 49, 50, пр.15; Ч.: Д.14, пр.45. Ход чёрных. Им угрожает 34*40! и затем 39x. Если же 1…46, то 2.1 5 3.7 46 4.34x (у чёрных цугцванг).
- петля Лероя (международные шашки). Следующая ключевая расстановка Б.:Д.34, 47, 49, 50; Ч.:Д.19, пр.36, 45. Ход чёрных. Им угрожает 34-40! и затем 39x. Если же 1…5, то 2.24 46 3.34*29 5 4.35 46 5.47 5 6.47*24x (у чёрных цугцванг). Или 1…35, то 2.34*43 2 3.35 16 4.43*49 2 5.16x.
- петля Манури (международные шашки). Следующая ключевая расстановка * Б.:Д.33, 44, 49, 50; Ч.:Д.5, пр.36, 45. Ход чёрных, их дамка сразу гибнет из-за цугцванга.
- петля Мертенса (международные шашки). Следующая ключевая расстановка * Б.: Д.49, 50, пр.29, 38; Ч.: Д.14, пр.45. Ход чёрных. Им угрожает 23x, а если 1…41, то 2.40! 23 3*32x. Поэтому приходится покинуть большак, но тогда белые простые проходят в дамки.
- петля Олсена (международные шашки). Следующая ключевая расстановка * Б.:Д. 16, 26, 37, 50; Ч.: Д.1, пр.36, 45. Следует 1.23! и 2.31x. Быстро ловится чёрная дамка, даже если бы она стояла на др. полях.
- петля Сонье (международные шашки). Следующая ключевая расстановка * Б.:Д.39, 50, пр.38, 49; Ч.:Д.14. Ход чёрных. Ясно, что они вынуждены уйти с большой дороги, после чего белые простые смогут направиться в дамки.

Перекрёсток (русские шашки)
- Дебют, характеризующийся ходами 1.cd4 de5 2.bc3 ed6 3.ef4.
- обратный перекрёсток (русские шашки). Дебют, характеризующийся ходами 1.cd4 de5 2.bc3 ed6 3.gh4 dc5 (или fe7).

Побить — делая ход, убрать с поля неприятельскую шашку, а свою шашку поставить, перенеся её через это поле. Бывает возможно одним ходом побить несколько шашек. Снятые шашки удаляются с доски только после завершения хода (правило, позволяющее проводить турецкий удар).
Поддача — Подстановка шашки под удар.
- экономичная поддача (международные шашки). Поддача, при которой у чёрных под ударом оказываются две шашки в одном направлении и одна в другом, или три в одном и две в другом, или четыре в одном и три в другом, то есть если наряду с одной подударной цепью в позиции есть ещё и другая, где только на одну шашку меньше.

Подрыв -ослабление позиции соперника.
- подрыв поля. Удаление с поля неприятельской шашки.

Позиция
- расположение шашек на шахматной шашечной доске.
- безразменная позиция. Неудачная расстановка шашек, в которой нет возможности произвести размен.
- безупорная позиция. Положение (у одной из сторон) на шашечной доске, в котором отсутствуют упоры, что лишает возможности произвести размен.
- позиция Вольдуби (международные шашки). Часто возникающая в игре и потому крайне важная позиция * Б.: 25, 27, 28, 30, 32, 33, 34, 35, 37, 38; Ч.: 12, 13, 14, 16, 18, 19, 21, 23, 24, 26.
- позиция Вюхта (международные шашки). Теоретическая позиция, рекордная по минимуму сил при интересной игре. Одной простой (23) белые одерживают победу над двумя чёрными (5 и 6).
- естественная позиция.
- положение хотя и составленное, но не вызывающее сомнений в том, что оно могло бы случиться в игре.
- закрытая позиция.

В международных шашках
- позиция с наличием связки шашек в центре.
- игровая позиция.

Положение, которое с большой долей вероятности может возникнуть в какой*либо шашечной партии.
- ключевая позиция. см. Ключ (2).
- позиция Маркиза (международные шашки).

Известное свыше 200 лет теоретическое окончание, очень обманчивое и требующее точной игры от обеих сторон (Б.:Д.24, 49, пр.20; Ч.:Д.46, пр.6, 15. Результат при безошибочном разыгрывании * ничья).
- начальная позиция.

расположение фигур или шашек в начале партии до первого хода белых.
- неестественная позиция.

положение на шашечной доске, при первом взгляде на которое ясно, что при осмысленной игре противников случиться оно не может.
- ничейная позиция.

Положение на шашечной доске, в котором при обоюдной безошибочной игре партия должна закончиться вничью.
- открытая позиция.

Шашечная позиция, в которой отсутствуют связки и зажимы.
- отложенная позиция.

Положение в прерванной для откладывания шашечной партии перед тем, как будет записан секретный от противника ход.
- позиция Саргина (русские шашки). Крайне важная для теории окончаний позиция, исследованная в конце XIX в. замечательным русским теоретиком и историком шашек Д. И. Саргиным (Б.:Д.h2, пр.b4, c3; Ч.:Д.g1; при ходе белых * выигрыш, при ходе чёрных * ничья).
- типичная позиция.
- позиция, характерная для того или иного дебюта, определенного типа миттельшпиля или эндшпиля.
- центровая позиция.

положение, в котором половина или большее число центральных полей заняты шашками.
- позиция Эмбдена (международные шашки). Знаменитая, известная свыше 200 лет позиция, где (как исключение в международных шашках) три дамки ловят одинокую дамку (Б.:Д. 18, 37, 49: Ч.:Д.8. После 1.48! отразить обе угрозы * 2.30 и 2.21 * нельзя).

Позиция
- гамбитная позиция (русские шашки). Некоторые симметричные позиции, в которых желательно иметь запасные темпы.
- классическая позиция (международные шашки). Позиции с такой взаимной связкой шашек в центре * Б.: 28, 32; Ч.: 19, 3.
- коловая позиция. Позиция на шашечной доске, характерной деталью которых является наличие коловой шашки.
- симметричная позиция. Позиции на шашечной доске, когда шашки белых расположены симметрично по отношению к шашкам чёрных.

Полурогатка (международные шашки). Построенная белыми рогатка без шашки 26 (или построенная чёрными рогатка без шашки 25).
Поле
- бортовое поле.

Поле, расположенные на бортах шашечной доски.
- дамочное поле.

Поле шашечной доски, где простая превращается в дамку (в русских шашках поле 1*го и 8*го рядов, в международных шашках * 1*го и 10*го).
- ключевое поле.

Поле шашечной доски, занятие которых шашкой приносит определенную выгоду.
- коловое поле, кол. Стратегически важные поле f5 и f4 в русских шашках, 24 и 27 в международных шашках.
- открытое дамочное поле.

Поле дамочного ряда, с которого шашка уже ушла, что увеличивает комбинационные возможности противника.
- преддамочное поле.

Соседние с дамочными поле 2*го и 7*го рядов в русских шашках, 2*го и 9*го в международных шашках.
- центральные поля, центр.

Наиболее ценные поля шашечной доски.
в русских шашках c5, d4, e5, f4; в международных шашках 22, 23, 24, 27, 28, 29
«Поправляю» — слово, которое должен произнести шашист перед прикосновением к шашке, чтобы не быть обязанным ими ходить.
Правило
- правило 6 ряда (русские шашки). При единоборстве двух проходных простых наступающая выиграет, если первой станет на 6 ряд (Б.:c5; Ч.:g7; при ходе белых выигрыш, при ходе чёрных ничья).
- правило 7 ряда (международные шашки). При единоборстве двух проходных простых наступающая выиграет, если первой станет на 7 ряд (Б.:24; Ч.: 12; при ходе белых выигрыш, при ходе чёрных ничья).

Отличительные правила (международные шашки). Три правила взятия в международных шашках, которыми они отличаются от русских шашек
Приём
Отдельное действие, движение, способ осуществления какой*либо цели.
- приём Бланкенаара (международные шашки). Следующий манёвр, приводящий к столбняку и выигрышу в стандартных окончаниях с деталью Манури * Б.:Д.48, 49, 50, пр.29; Ч.:Д.14, пр.35, 45. 1. 49*44! (с угрозой 2.30x) 1…46 2.43! 5 3.34! и у чёрных цугцванг: если 3…10, то 4.30x, а если 3…46, то 4.34*40! и 5,40x.
- запрещенный приём. Противоречащее правилам соревновании или спортивной этике наказуемое действие спортсмена во время соревнований или тренировки.
- коронный приём. Приём из технического арсенала спортсмена, доведенный до высшей степени совершенства и чаще всего применяемый им для достижения победы в соревнованиях.
- тактический приём. Определенный способ решения конкретной тактической задачи, используемый спортсменом в ходе соревнований.
- технико-тактический приём. Отдельное тактическое действие, включающее определенные технические элементы, направленное одновременно на решение задач как технической, так и тактической подготовки.
- технический приём. Целенаправленное действие для решения определенных двигательных задач, применяемое в процессе соревнований и тренировки.

Претендент
1. Спортсмен, рассчитывающий на место в команде, на завоевание определенного места в соревнованиях. 2. шашист, претендующий на высокий спортивный титул.
Простая
Каждая шашка из начальной расстановки и до превращения её в дамку. Сокращенное обозначение в нотации — пр.
- детальная простая (международные шашки). Одна из двух шашек (простая), составляющих деталь в стандартном окончании.
- недетальная простая (международные шашки). Простая шашка в окончании, не образующая деталь.
- проходная простая. Шашка, у которой нет препятствий на пути к дамочному ряду.

Прорыв
- игровой приём, имеющий целью получение дамки и обычно связанный с жертвой шашки.

## Р
Размен — серия ударных ходов, в результате которых бьётся равное количество белых и чёрных простых или дамок. Размен — меняет темповое число (кроме скользящего размена).
- выигрывающий размен — меняющий темповое число в свою пользу, что приводит к победе.
- размен вперёд (назад). Такой размен одной шашки на одну, при котором простая, бившая последней, сделала прыжок вперёд (назад).
- скользящий размен. Такой, что не изменяет темповое число.

Разменная комбинация — комбинация, в которой выигрывается не материальное преимущество, а позиционное.
Разменяться — осуществить размен шашки на одну, или двух на две, или трех на три и т. п.
Распутье, на распутье
ситуация в партии, когда простая, достигшая преддамочного ряда, можно следующим ходом превратить в дамку, а эта дамка сразу уничтожается.
Рельсы (международные шашки). Финальная позиция в борьбе дамки против двух простых, где дамка побеждает, загнав простые на параллельные смежные диагонали.
Решето — расположение шашек, при котором между ними имеются свободные поля.
Рикошет — шашечный удар.
Рогатка (международные шашки). Позиция с наличием связки типа Б. 26, 27, 31, 36; Ч. 12, 16, 17, 18, 22. Такое название дано потому, что расположение связывающих шашек своим рисунком напоминает рогатку.
Рожон — белая шашка, расположенная на поле d6 или f6, или чёрная, расположенная на поле c3 или e3, и противостоящая двум шашкам противника.
Роздых — позиция со свободным темпом. Возникает, когда соперник обязан совершить взятие, но очередь хода принадлежит другой стороне.

## С
Самообложение — положение, в котором собственные шашки ограничивают действие своих сил.
Связка — расположение сил, при котором несколько шашек одной стороны сковывают (связывают) такое же или большее число шашек противника.
Сеанс
- альтернативный сеанс одновременной игры.

сеанс, который проводят сразу два или несколько сеансеров, делающих ходы поочередно, не советуясь при этом друг с другом.
- сеанс одновременной игры.

массовое мероприятие, в котором сильный шашист играет одновременно много партий против большого числа участников сеанса.
- сеанс одновременной игры вслепую.

особый вид соревнования, когда сеансер играет против соперников, не глядя на доску: ему называют номер доски и сделанный на ней участником ход, а он, представляя в уме позицию, объявляет свой ответ.
- сеанс одновременной игры с часами.

особый вид соревнования, проводимый сеансером обычно против 6*10 участников относительно высокой квалификации, при этом учитывается и ограничивается время каждого участника для обдумывания ходов в его партии, сеансеру же дается такое же время на сумму ходов во всех партиях сеанса.
Столбняк — позиция, где дамка, стоящая на дамочном или на бортовом поле, скована одной или двумя дамками противника. Напр. (международные шашки), Б.: Д.46; Ч.: Д.5
- столбняк на большой дороге. Или Б.: Д.36; Ч.: Д.4, 47
- столбняк на тройнике

Стрела — удар, при котором все три побитые шашки стояли на одной диагонали (Б.:h2; Ч.:c7, e5, g3. 1. h: b8).

## Т
Табия - типичная позиция того или иного дебюта, где, как правило, закончена мобилизация сил и начинается миттельшпиль.
Темп — единица меры продвинутости шашек, то есть тихий ход простой.
- свободный темп. — ход, совершаемый, когда под ударом противника стоит какая-либо шашка, и потому его ответ (взятие этой шашки) известен заранее, что облегчает подготовку комбинации.

Тонкость — скрытая от поверхностного взгляда суть позиции, манёвра, хода.
- тактическая тонкость — неожиданное использование одного из правил боя (международные шашки) или внезапно меняющая ситуацию жертва фигуры, пешки, шашки.

Трамплин — расстановка дамки и простой, позволяющая посредством использования неприятельской шашки увеличить ударную силу дамки.
Тройка бортовая (международные шашки). Три белые (чёрные) простые 25, 30, 35 (16, 21, 26), осуществляющие зажим группы вражеских шашек.
Трап (международные шашки) — один из типовых ударов.
Треугольник Петрова — расположение шашек на доске при ловле тремя дамками одной дамки противника.
Тройник — диагонали a3-f8 и c1-h6, находящиеся по обе стороны большой дороги, и две маленькие диагонали a3-c1 и f8-h6, их соединяющие.
Тычок (русские шашки).
1. Белая (чёрная) простая c5 (f4), задерживающая при отсутствии неприятельской простой a5 (h4) его шашки a7 и c7 или a7 и e7 (f2 и h2 или d2 и h2). 2. Дебют, характеризующийся ходами 1.cb4 fg5 2.bc5 d: b4 3.a: c5 b: d4 4.e: c5.
- Обратный тычок (русские шашки). Дебют, характеризующийся ходами 1.cb4 fg5 2.bc3 gf4 3.e: g5 h: f4 4.g: e5 d: f4.

## У
Угол Березнеговского (русские шашки). Один из способов заключения шашек (дамки на g1 и простой на f2 или дамки на g1 и двух простых на f2 и h2) в задаче.
Угроза — игровой приём, суть которого в том, чтобы создать для противника опасность (удара, выигрыша фигуры, пешки, шашки, прорыва, связки и т. д.) и этим заставить его защищаться вынужденными ходами.
- двойная угроза. — две угрозы, одновременно возникшие в результате сделанного хода.
- неотразимая угроза. — угроза, от которой нет удовлетворительной защиты.

Удар — 1) взятие нескольких шашек; 2) см. Комбинация (2).
- Удар Авида (международные шашки). Замаскированная, но часто встречающаяся в классических позициях комбинация, для которой характерно завлечение чёрной простой 23 (белой 28) на поле 21 (30), после чего становится возможным нанести опустошающий удар шашкой 36 (15).
- альтернативный удар.

Возможный в разных направлениях бой на одно и то же поле.
- удар Бетса (международные шашки).

Замаскированная, но нередко встречающаяся в классических позициях комбинация с характерным для неё завершающим ударом белой шашки 48 (чёрной * 3) на поле 6 (45).
- удар каблуком, каблук (международные шашки).

Один из типовых ударов. Назван так из-за внезапного отскока шашки назад перед заключительным взятием.
- королевский удар (международные шашки). Один из типовых ударов. Его характеризует заключительное взятие с поля 40 через поля 29, 20, 9, 18 на поле 7 (для чёрных * с поля 11 через 22, 31, 42, 33 на 44).
- круговой удар (русские шашки). Такой финальный удар комбинации, когда совершающая его простая шашка, попав на дамочное поле, бьёт дальше, заканчивая этот ход на той клетке, с какой начала его.
- удар на большинство (международные шашки). Удар, основанный на применении того правила международных шашек, которое требует при наличии нескольких возможностей взятия бить там, где будет взято больше шашек.
- удар Наполеона (международные шашки). Часто встречающаяся комбинация с характерным в её механизме завлечением шашки противника в дамки на 46 (5).
- неэкономичный удар (международные шашки).

Удар при неэкономичной поддаче.
- удар новичка (международные шашки). Один из типовых ударов. Подобные удары несложны, но на каждом шагу подстерегают неопытного игрока уже с первых ходов партии, причем независимо от того, как она будет начата. К примеру, после 1.32*28 18*23 2.37*32? следует 2… 23*29! и т. д. x. Но такой же удар следует и после 1.33*28 18*22 2.39*33? 22*27! и т. д. x.
- перфорирующий удар

Удар, которым из неприятельской цепи шашек выбиваются те, что мешают произвести заключительное взятие.
- практический удар

Удар, встречающийся не только в композициях, но и в партиях.
- удар Рафаэля (международные шашки). Особо важная для теории классической игры комбинация, открытая французским шашистом Рафаэлем.
- типовой удар (международные шашки). Ряд особенно часто встречающихся в игре и хорошо изученных в теории комбинаций. К ним относятся королевский удар, удар Филиппа, рикошет, мостик, бомба и др.
- турецкий удар Удар, при котором уже побитая (но не снятая с доски до окончания хода) шашка останавливает бьющую шашку
- удар Филиппа (международные шашки). Один из типовых ударов. Его характеризует заключительное взятие шашкой 40 или 38 через поля 29, 18, 7 на 16 (для чёрных * шашкой 11 или 13 через 22, 33, 44 на 35).
- финальный удар
- удар, завершающий комбинацию.

Упор
Шашка, стоящие на бортах и в основаниях ударных колонок. И те и другие создают возможности производить размены.

## Ф
Фланг
- чёрные поля доски, находящиеся слева и справа от центральных вертикальных рядов.
- длинный фланг (международные шашки). Левый фланг шашечной доски, то есть группа чёрных полей слева от центра.
- короткий фланг (международные шашки). Правый фланг шашечной доски, то есть группа чёрных полей справа от центра.

## Ц
Центр
- 1) Центральные поля доски. 2) группа шашек, занимающих центральные поля доски.
- Точечный центр (международные шашки). Простая, стоящая на центральном поле при отсутствии взаимодействующих с ней соседних шашек. Б.28 при отсутствии шашек на 27 и 29. Или Б.29 без шашек на 28 и 30.

Цепочка (международные шашки) — финальная позиция в борьбе дамки против двух простых, где дамка побеждает, загнав обе простые на одну диагональ. Б.: Д. 15; Ч.: пр. 18, 32. 1.15*4 18*23 (образуя цепочку) 2. 4*15! 32*37 (или 23*28 3.15*42x) 3.15*10x.
Цугцванг — позиция в шашечной партии, когда любой ход ведёт к ухудшению своего положения.

## Х
Хамелеон
(международные шашки). 1. Этюдное окончание, задание в котором сохраняет силу и после поворота позиции на 180 градусов (Б.: 15, 26, 35; Ч.: 28; выигрыш: 1.10 33 2.4 38 3.10! 43 4.28!х. После поворота получается * Б.: 16, 25, 36: Ч.: 23; выигрыш 1.11 28 2.7 33 3.1 38 4.34! 42 5.29!х). 2. Название одного из видов комбинаций в классических позициях.

Ходилка — жаргонное слово шашистов, означающее разновидность игры на 64-клеточной доске, когда начальная позиция в партии определяется с помощью жребия по специальной таблице, разработанной Международной федерацией шашек. Первые тихие и ударные ходы соперников (один или два хода, реже — три) — принудительные.

Ход
отвечающее правилам игры перемещение простой или дамки с одного поля на другое без взятия или со взятием.
- альтернативный ход. Возможное двухтактное (то есть в два хода) передвижение белой шашки на одно и то же поле через разные клетки доски.
- выжидательный ход. В шахматах и шашках * ход, цель которого передать очередь хода противнику, чтобы выявить его планы или создать у него цугцванг.
- вынужденный ход. В шахматах и шашках * ход, который приходится сделать либо для отражения угрозы, либо ввиду отсутствия др. приемлемых ходов.
- единственный ход. В шахматах и шашках * ход, ведущий к цели в позиции, где все остальные возможные ходы для этого непригодны.
- открытый ход. Последний перед откладыванием шахматной или шашечной партии ход, сделанный по каким*либо причинам на доске, хотя по правилам можно не делать его «в открытую», а записать и запись положить в конверт, чтобы ход остался неизвестным противнику.
- секретный ход. Последний перед откладыванием шахматной или шашечной партии ход; он записывается, но на доске не воспроизводится, чтобы противник не знал его. Запись хода кладется в конверт и хранится у судьи соревнований до начала доигрывания.
- сильный ход. хороший, отвечающий требованиям сложившейся позиции ход.
- слабый ход. плохой, не отвечающий требованиям сложившейся позиции ход.
- тихий ход.
- передвижение шашки без взятия неприятельских шашек.
- тонкий ход. не бросающийся в глаза, выглядящий мало выразительным, а на самом деле таящий в себе глубокий смысл.
- ударный ход. Передвижение шашки со взятием неприятельских шашек.

## Ш
Шашка
- висячая шашка. Простая, которые так подпирают свои шашки, что лишают их возможности разменов.
- отсталая шашка. Простая, не принимающая активного участия в борьбе, потому что она надолго задержалась на малоценных полях.
- связанная шашка. Шашка, имеющие мало (или вовсе лишенные) удовлетворительных ходов, так как их движение стеснено неприятельскими шашками.
- скученные шашки. Группировка шашек, лишенная возможности размена.

Шашки
1.игра на доске из 64, 100 или 144 клеток однородными белыми и чёрными (красными) круглыми фишками. 2. Набор шашек и доска для такой игры.
- английские шашки. Разновидность игры в шашки, главные её особенности: доска 8х8; простая шашка не бьёт назад; дамка «тихоходная» ходит и бьёт, как простая, но и вперёд и назад; выбор взятия свободный; игру начинают чёрные. По таким же правилам играют в США.
- бразильские шашки. Разновидность игры в шашки, главные её особенности: доска 8х8, простая ходит и бьёт, как в русских шашках, дамка * тоже; при нескольких возможностях взятия игрок должен бить там, где берётся больше шашек.
- голландские шашки. Игра по правилам международных шашек (доска 10х10, перед началом партии у игроков по 20 шашек и т. д.).
- итальянские шашки. Разновидность игры в шашки, главные её особенности: доска 8х8; простая шашка не бьёт назад и не бьёт «синьору» (так именуется дамка); «синьора» ходит и бьёт вперёд и назад, но «тихоходная»; при нескольких возможностях взятия игрок должен бить большинство.
- канадские шашки. Разновидность игры в шашки, главные её особенности: доска 12х12; перед началом партии у игроков по 30 шашек. В остальном игра ведется по правилам международных шашек.
- международные шашки. Игра, отличающаяся от русских шашек величиной доски (10х10), числом боевых сил (по 20 у каждого) и тремя изменениями в правилах боя. Широко распространена, по ней проводятся первенства Европы и мира.
- русские шашки. Разновидность игры в шашки, игра на доске 8х8 по правилам, принятым в России: простая шашка ходит без боя только вперёд, но бьёт вперёд и назад; дамка * дальнобойная; при нескольких возможностях взятия игрок волен выбрать любое из них.
- стоклеточные шашки. см. международные ШАШКИ.
- французские шашки. Разновидность игры в шашки, игра ведется по правилам международных шашек, но не на тёмных, а на белых клетках доски.

штык Гоняева, русский штык.
(русские шашки). Ключевая расстановка трех дамок, ловящих одинокую дамку (поля штыка Гоняева * e1, e3, e5, или d4, d6, d8, или a5, c5, e5, или d4, f4, h4). Этот способ был предложен М. К. Гоняевым в 1885 г.

## Э
Эндшпиль
- Заключительная стадия партии, характерная значительным сокращением борющихся сил. В том же смысле употребляется термин «окончание».
- Часть названий классических позиций:
  - Эндшпиль Боннара (международные шашки). Стандартное окончание с деталью Боннара (Б. пр. 36; Ч. пр. 26).
  - Эндшпиль Гилярова (международные шашки). Стандартное окончание с деталью Гилярова, то есть с белой простой 15, задержанной чёрной простой 4 в позиции с преимуществом белых (или с чёрной простой 36, задержанной белой простой 47 в позиции с преимуществом чёрных).
  - Двойной эндшпиль (международные шашки). Эндшпиль с двумя различными примерно равноценными решениями.
  - Эндшпиль Леклерка (международные шашки). Стандартное окончание с деталью Леклерка (Б. Д. 47; Ч. пр. 36).
  - Эндшпиль Манури (международные шашки). Стандартное окончание с деталью Манури(Б. Д. 50; Ч. пр. 45).
  - Эндшпиль Саргина. 1. В международных шашках стандартное окончание с деталью Саргина (Б. пр. 50; Ч. пр. 45). 2. В русских шашках важное для теории игры окончание «Дамка и две простые против дамки, отрезавшей обе эти простые по двойнику» (напр., Б.: Д. h2, пр. b4, c3; Ч.: Д. g1).
  - Эндшпиль Скуппа (международные шашки). Стандартное окончание с деталью Скуппа (Б. пр. 47; Ч. пр. 36).